# Pleurotomella thalassica
Pleurotomella thalassica é uma espécie de gastrópode do gênero Pleurotomella, pertencente a família Raphitomidae.